# Iron Maiden
Iron Maiden er et engelsk heavy metal-band fra Leyton i øst London. Det blev dannet i 1975 af bassisten Steve Harris, som også er den primære sangskriver. Siden dets dannelse er bandets diskografi vokset til at inkludere i alt 38 albums: 17 studiealbums; 11 livealbums; 4 EP'er; og 7 opsamlingsalbums. Bandet regnes som et af de største heavy metal-band i verden, og det har solgt mere end 120 millioner albummer.   Iron Maiden har derudover haft stor indflydelse på udviklingen af andre metal-genrer. To eksempler er de amerikanske thrash metal-bands Slayer samt Metallica, hvis medlemmer har udtalt, at Iron Maiden er et af de bands, som har påvirket dem mest. 19. august 2005 blev bandet medlem af Hollywood's Rockwalk, som er musikkens svar på Hollywood Walk of Fame   
Bandets maskot, Eddie, går igen både til koncerterne og på covers til bandets album. Computerspillet Ed Hunter er baseret på Eddie.

## Historie
Bandets historie begyndte i maj 1975, da Steve Harris og Dave Murray mødtes for første gang. Efter mere end fyrre år med mange udskiftninger, specielt i begyndelsen, er det stadig disse to, som er de ledende kræfter i bandet.

### De første år
Iron Maiden havde en ujævn start på karrieren og udskiftede flere medlemmer i 1970'erne. I denne periode spillede bandet hovedsagelig på punkklubber rundt omkring i det østlige London. Selv om Iron Maiden var et metal-band, som opstod i kølvandet på Deep Purple, Yes, Wishbone Ash og Black Sabbath, bar deres musik i begyndelsen også præg af hurtig punk. Denne stil ophørte dog brat, da den oprindelige forsanger Paul Day forlod bandet og blev erstattet af Dennis Wilcock. Mens Day var tilhænger af den punkede stil, var Wilcock som Kiss-fan mere interesseret i sceneshows med pyroteknik, sminke og falsk blod.
Bandet vendte dog tilbage til den punkede stil da Paul Di'Anno blev ny forsanger. Pladeselskaberne havde i årevis prøvet at overbevise medlemmerne af Iron Maiden om, at de burde klippe håret og droppe metal-stilen til fordel for en "mere punket stil", og med den korthårede Di'Anno som frontmand kunne bandet blande de to stile sammen til en blanding af klassiske temaer, galopperende metal-rytmer og "hardcore" guitar-riffs. I løbet af 1978 lykkedes det Harris og Murray at samle en nogenlunde stabil besætning, som nu bestod af Harris, Murray og Di'Anno, udover trommeslageren Doug Sampson.
Iron Maiden var på dette tidspunkt blevet en sensation i det engelske rockmiljø. Bandet havde kun spillet sammen i tre år, men havde fået en loyal skare tilhængere. Det havde imidlertid endnu ikke spillet numre, som medlemmerne selv havde skrevet, men 31. december 1978 indspillede bandet en af de mest berømte demoer i rockens historie. Demoen indeholdt fire sange, og tre af dem kom med på singlen The Soundhouse Tapes (1979), som i dag er et eftertragtet samlerobjekt som både bootleg og piratkopi.
Soundhouse Tapes blev udgivet 10. november 1979 i blot 5 000 eksemplarer, som alle blev udsolgt i løbet af en uge. Singlen blev genudgivet i 1996, i en begrænset udgave, og disse eksemplarer blev solgt for flere tusinde kroner stykket. To af sangene på singlen, "Prowler" og "Iron Maiden", kom på førstepladsen på de engelske metal-hitlister.
Tidligere havde Dave Murray spillet sammen med en ekstra guitarist, men igennem størstedelen af 1977 og 1978 var han bandets eneste guitarist. Dette ændrede sig dog da Tony Parsons kom med i 1979. I slutningen af oktober samme år skrev Iron Maiden kontrakt med pladeselskabet EMI – aftalen blev ikke offentliggjort før 15. december.
Næsten samtidig, efter blot 10 uger, forlod Parsons bandet og blev erstattet af Dennis Stratton. Egentlig havde bandet hellere set Murrays barndomskammerat Adrian Smith som Parsons' efterfølger. I starten af 1970'erne havde de spillet sammen i et skoleband som hed Evil Ways. Smith var dog sanger og guitarist i sit eget band, Urchin. Nogle måneder senere, i januar 1980, måtte også trommeslager Sampson forlade bandet, på grund af sygdom. Hans erstatning blev Clive Burr, og bandet var nu klar til at indspille sit første studiealbum.

### Succes
Albummet Iron Maiden blev udgivet i 1980 og havde både kommerciel og anmeldermæssig succes. Bandet var opvarmning for Kiss på deres 1980 Unmasked Tour, og har derudover opvarmet for Judas Priest enkelte gange. Efter Kiss-turnéen blev Dennis Stratton fyret af resten af bandet på grund af "kreative og personlige forskelle", og bandet hyrede nu Adrian Smith i stedet.
Smiths blues-inspirerede, og til tider eksperimentelle, stil var næsten en direkte modsætning til Murrays hurtige stil og tilføjede noget nyt til Iron Maidens lydbillede. Et af bandets kendetegn er de "dobbelte tvillingharmonier" som Murray og Smith leverer, en stil som sandsynligvis var inspireret af Wishbone Ash og Thin Lizzy, men som af Iron Maiden blev udviklet til et helt nyt niveau.
I 1981 udgav Iron Maiden sit andet album, Killers. Dette album indeholdt nogle af bandets første egentlige "slagere", og det var med dette album, det blev introduceret for et amerikansk publikum for første gang. På dette tidspunkt var Iron Maiden allerede hovedattraktionen blandt de bands, som udgjorde den britiske heavy metal-bølge; the New Wave of British Heavy Metal.
I 1982 blev albummet The Number of the Beast udgivet og var det første album med forsangeren Bruce Dickinson. Albummet indeholder sange som Run To The Hills, Hallowed Be Thy Name og The Number Of The Beast. De tre nævnte sange er klassikere indenfor Heavy Metal. Hallowed Be Thy Name regnes for en af de bedste Heavy Metal sange. The Number of the Beast er også på 1001 albums you must hear before you die og Iron Maiden er der også.

### "Guldalderen"
Som gruppe var Iron Maiden aldrig indblandet i stor festivitas eller narkomisbrug, hvis man ser bort fra sangeren Paul Di'Anno. Da de var i gang med at få deres store gennembrud i USA, blev Di'Annos opførsel mere og mere ødelæggende for resten af bandet, noget som fik en negativ effekt på fremførelsen af musikken, og dette resulterede i at i slutningen af 1981 blev han udskiftet til fordel for den tidligere Samson-forsanger Bruce Dickinson.
Dickinson havde en anderledes – ifølge mange bedre – måde at tolke – og synge – sangene på, og hans stemme havde en helt anden rækkevidde end hos dem, der havde været vokalister før ham. Hans Iron Maiden-debut blev med albummet The Number of the Beast, som bliver regnet for en klassiker inden for heavy metal-genren. Albummet blev en verdensomspændende succes, og specielt to sange gjorde stort indtryk; "The Number of the Beast" og "Run to the Hills".
For første gang drog bandet ud på en verdensturné, hvor de bl.a. besøgte USA, Japan og Australien. Turnéen blev imidlertid forstyrret af religiøse grupperinger som hævdede at Iron Maiden var et satanisk band på grund af de mørke tekster, som de påstod handlede om Satan. Reelt var det kun en af sangene – "The Number of the Beast", som omhandler et mareridt – som berørte emnet. Iron Maiden benægtede alt dette, og til dags dato har bandet ikke udgivet et eneste album, som er blevet mærket med advarsel på grund af indholdet.
Efter den enorme succes med The Number of the Beast, var bandet blevet et hit verden over. Før de vendte tilbage til studiet i 1983 blev trommeslageren Clive Burr udskiftet med Nicko McBrain. De følgende år udgav Iron Maiden fire album, som alle solgte til flere gange platin flere steder i verden; Piece of Mind (1983), Powerslave (1984), Live After Death (1985) og Somewhere in Time (1986). Overalt hvor de optrådte, samlede de et stort publikum, specielt i Sydamerika, Asien, Australien og i USA.
Alle disse albums indeholdt sange, som bestod af komplicerede melodier, hyppige rytmeskift og ofte klassiske temaer. I modsætning til mange andre lignende bands på samme tid, undgik Iron Maiden bevidst sange som drejede sig om alkohol, narkotika, sex og kvinder – sidstnævnte dog med tre undtagelser (sangene "Charlotte the Harlot", "22 Acacia Avenue" og "Women In Uniform"). Teksterne omhandlede i stedet ofte engelsk litteratur ("The Rime of the Ancient Mariner"), og historie ("Alexander the Great"). Musikken blev ofte betegnet som "intelligent metal".

### Eksperimenter
I 1988 prøvede bandet en ny fremgangsmåde ved deres syvende studiealbum, Seventh Son of a Seventh Son. Dette var en konceptalbum som omhandlede historien om et barn med overnaturlige evner, og var baseret på bogen Seventh Son af Orson Scott Card. Det var Iron Maidens hidtil mest eksperimentelle album, og bliver ofte omtalt som bandets kreative højdepunkt, men samtidig slutningen på "guldalderen".

### Nedturen
For første gang siden 1983 måtte bandet foretage en udskiftning af et medlem, da guitaristen Adrian Smith stoppede i 1990. Den tidligere Gillan-guitarist Janick Gers blev valgt som arvtager for Smith. I 1990 udgav bandet No Prayer for the Dying, som ikke blev modtaget særlig positivt blandt deres fans. På dette album vendte Iron Maiden tilbage til den lidt tungere stil, men teksterne var mere enkle, og musikken var ikke i sig selv lige så udfordrende som tidligere. Herudover begyndte Bruce Dickinson at eksperimentere med en skarpere stemme, noget som bestemt heller ikke blev godt modtaget af fans. Albummet blev dog alligevel en kommerciel succes, og sangen "Bring Your Daughter to the Slaughter" fra gyserfilmen A Nightmare on Elm Street 5 blev højt placeret på hitlisterne.
Før udgivelsen af No Prayer for the Dying startede Dickinson sin solokarriere parallelt med at være sanger i Iron Maiden (Janick Gers var også guitarist i Dickinsons soloprojekt). Han fortsatte med at turnere med Iron Maiden i 1991, og de indspillede albummet Fear of the Dark, som blev udgivet i 1992. Albummet indeholdt flere sange som blev meget populære blandt fans, bl.a. titelnummeret og "Afraid to Shoot Strangers" som kritiserede Golfkrigen.
Selv om heavy metal i 1992 blev betragtet som gammeldags, og grunge som det nye, fortsatte Iron Maiden at spille ved udsolgte koncerter verden over. Dickinson fortsatte dog med at synge med skarp stemme, og størstedelen af teksterne var flop set i forhold til bandets tidligere succeser. I 1993 forlod Bruce Dickinson bandet til fordel for sin egen solokarriere. Dette var et hårdt slag for både Iron Maiden og deres fans. Dickinson lovede dog at fortsatte i bandet frem til årets slutning, hvilket resulterede i et par livealbums, som blev udgivet i efteråret.

### Ny start
Iron Maiden hørte på hundredvis af sangere før de endeligt valgte Blaze Bayley i 1994. Bayley havde tidligere været sanger i Wolfsbane og viste sig at være i stand til at tage arven op efter Dickinson, selv om hans stemme ikke havde samme rækkevidde som Dickinsons.
Efter tre år uden nye album, blev The X Factor udgivet i 1995, og for første gang blev bandets fans delt i to; enten elskede man albummet, eller også hadede man det. En stor del af grunden til denne splittelse skyldes at lydbilledet på The X Factor var meget anderledes end bandets tidligere udgivelser. Albummet indeholdt mange mørke og dystre sange, hvilket muligvis skyldes at Steve Harris på denne tid havde personlige problemer. Den 11 minutter lange episke sang "Sign of the Cross", som omhandler inkvisitionen, er dog blevet en Iron Maiden-klassiker.
I 1996 turnerede bandet næsten konstant før de vendte tilbage til studiet for at indspille Virtual XI. Albummet blev udgivet i 1998, og var afgjort "gladere" end The X Factor, og havde bl.a. hits som "The Educated Fool" og balladen "Como Estais Amigos". Virtual XI blev aldrig nogen kommerciel succes, og den blev Iron Maidens første album som ikke solgte mere end en million eksemplarer.

### Genforeningen
Tidligt i 1999 forlod Bayley Iron Maiden, og få måneder senere chokerede bandet omverdenen, da de bekendtgjorde genforeningen med den tidligere sanger Bruce Dickinson og tidligere guitarist Adrian Smith. Janick Gers fortsatte også i bandet, så Iron Maiden nu havde tre guitarister – noget som er temmelig usædvanligt for bands. Dickinson valgte også at vende tilbage til den "rene stemme" som han havde i 1980'erne. Bandet tog på en genforeningsturné, og samlede både gamle og nye fans over hele verden.
I 2000 begyndte bandets mere "progressive" år. De udgav albummet Brave New World, baseret på Aldous Huxleys roman med samme navn. Sangene var længere end på de foregående albums, og teksterne omhandlede alt fra dystre emner til samfundskritik. 
Verdensturnéen sluttede i januar 2001 med en koncert på Rock in Rio-festivalen.
Bandet fortsatte sin progressive trend med albummet Dance of Death (2003), som solgte til platin i flere lande. Dance of Death er i øvrigt det eneste album bandet har udgivet hvorpå trommeslager Nicko McBrain har bidraget med materiale til en sang – "New Frontier" – hvor han skrev basgangen.
I 2005 annoncerede Iron Maiden en turné, for at fejre at 25-året for deres første album og deres eget 30-års jubilæum. En genudgivelse af Number of the Beast-singlen gik ind som nr. 3 på de britiske hitlister. Turnéen skulle også promovere udgivelsen af dvd'en The Early Days, som er en hyldest til dem selv og musikken, de indspillede i perioden 1976–83. I efteråret 2005 blev cd'en Death on the Road udgivet. Det var oprindeligt meningen at den skulle udgives med en dvd-udgave, men den kom først 6. februar 2006.
28. august 2006 blev Iron Maidens 14. studiealbum, A Matter of Life and Death, udgivet. Albummet fik fine anmeldelser og kom med på albumhitlisterne i flere lande. Samme efterår tog bandet på en ny verdensturné, hvor alle numre fra den nye udgivelse indgik i sættet.
10. juni 2007 optrådte Iron Maiden på Download Festival som headliner for fjerde gang.
Allerede i 2008 fulgte en ny turné, kaldet Somewhere Back in Time, fordi alle numre var hits fra 1980'erne, bortset fra titelnummeret fra Fear of the Dark fra 1992. De optrådte i denne anledning også på Wacken Open Air 2008 som absolut hovednavn – alle andre scener var lukkede mens bandet optrådte. Turneen var basis for Flight 666.
17. august 2010 blev det 15. studiealbum, The Final Frontier udgivet. Den hertil knyttede turné blev dog allerede påbegyndt i juni måned 2010 med åbningsshow i Dallas, Texas, USA. 
Den 4. september 2015 udkom det 16. studiealbum  The Book of Souls Det er en dobbelt - CD, som varer i alt 92 minutter og den afsluttende Empire of The Clouds på 18 minutter er det længste nummer på en Iron Maiden udgivelse nogensinde.

## Eddie
Iron Maidens maskot er zombien Eddie; også kendt som Eddie the Head eller Edward the Great.
Han optræder på alle bandets album- og CD covere; ofte i voldelige scener eller i andre makabre situationer.
Eddie er også ofte en del af Iron Maidens live shows og har optrådt i flere af deres musikvideoer. På Beast on the Road-turen i 1982 fik nuværende trommeslager Nicko McBrain til opgave at optræde som Eddie, som en form for optagelsesprøve i bandet.

## Trivia

### Satanistiske beskyldninger
Udgivelsen af The Number of the Beast i 1982 førte, specielt i USA og i store dele af Sydamerika,  til at Iron Maiden blev beskyldt for at være satanister. Selv om bandet selv prøvede at afvise beskyldningerne ved at påpege at sangen handler om en drøm Steve Harris havde, mente mange medier det modsatte. En gruppe kristne fremsatte et krav om at alle bandets album skulle ødelægges sammen med alle Ozzy Osbournes album.
Under eller efter indspilningen af albummet, var produceren Martin Birch indblandet i en bilulykke hvor regningen for reparationen kom til at lyde på 666 pund. Birch betalte i stedet 667 pund, og det hører med til historien at personen i den anden bil var religiøs .

### "Dune"
Der opstod en mindre konflikt med forfatteren Frank Herbert da Iron Maiden ønskede at skrive en sang baseret på, og med samme navn som, bogen Dune (dansk Klit). Herbert nægtede dog både bandet at bruge titlen Dune, og at sangens åbning skulle indeholder citater fra bogen. Sangen skiftede derfor navn til "To Tame A Land", og er den sidste sang på Piece of Mind-albummet som blev udgivet i 1983.

## Medlemmer
| - Bruce Dickinson – sang - Dave Murray – guitar - Adrian Smith – guitar - Janick Gers – guitar - Steve Harris – bas/keyboard - Nicko McBrain – trommer | Tidligere medlemmer Sangere Paul Day – ( 1975 – 76 ) Dennis "Den" Wilcock – ( 1976 – 77 ) Paul Di'Anno – ( 1977 – 81 ) Blaze Bayley – ( 1993 – 99 ) Guitarister Dave Sullivan – ( 1975 – 76 ) Terry Rance – ( 1975 – 76 ) Bob Sawyer – ( 1976 ) Terry Wapram – ( 1977 ) Paul Cairns – ( 1977 ) Paul Tod – ( 1977 ) Tony Parsons – ( 1979 ) Dennis Stratton – ( 1980 ) Trommeslagere Ron Matthews – ( 1975 – 77 ) Barry "Thunderstick" Graham – ( 1977 ) Doug Sampson – ( 1977 – 79 ) Clive Burr – ( 1980 – 82 ) Keyboardspillere Tony Moore – ( 1977 ) |

## Diskografi

### Studiealbum
- The Soundhouse Tapes (demo) (1979)
- Iron Maiden (1980)
- Killers (1981)
- The Number of the Beast (1982)
- Piece of Mind (1983)
- Powerslave (1984)
- Somewhere in Time (1986)
- Seventh Son of a Seventh Son (1988)
- No Prayer for the Dying (1990)
- Fear of the Dark (1992)
- The X Factor (1995)
- Virtual XI (1998)
- Brave New World (2000)
- Dance of Death (2003)
- A Matter of Life and Death (2006)
- The Final Frontier (2010)
- The Book of Souls (2015)
- Senjutsu (2021)

Alle album fra Iron Maiden og til Fear of the Dark er blevet remastered og udgivet med multimediamateriale i 1998.

### Livealbum
- Maiden Japan (ep) (1981)
- Live After Death (1985) ¹
- A Real Live One (1993) ²
- A Real Dead One (1993) ²
- Live at Donington '92 (1994) ³
- A Real Live Dead One (1998) ²
- Rock in Rio (2002)
- Death on the Road (2005)
- Flight 666 (2009)
- Maiden England (2013)

¹ Live After Death blev genudgivet i 1998. Den nye udgaven havde en ekstra cd med fem sange. Disse sange var med på vinyludgaven fra 1985, men ikke på den originale CD-version.
² A Real Live One og A Real Dead One blev slået sammen ogudgivet som A Real Live Dead One i 1998.
³ Live at Donington '92 blev genudgivet i 1998, da originalalbummet kun blev udgivet i  5000 eksemplarer.

### Videoer
- Live at the Rainbow (1981)
- Video Pieces (1983)
- Behind the Iron Curtain (1985)
- Live After Death (1985)
- 12 Wasted Years (1987)
- Maiden England (1989)
- Up the Irons - The First Ten Years (1990)
- From There to Eternity (1992)
- Donington Live 1992 (1993)
- Raising Hell (1994)
- Classic Albums: The Number of the Beast (2001)
- Rock in Rio (2002)
- Visions of the Beast (2003)
- The Early Days (2004)
- Death on the Road (2006)
- Flight 666 (2009)
- Maiden England (2013)

### Opsamlingsalbum/box-set
- The Story So Far (Part One) (1995)
- The Story So Far (Part Two) (1995)
- Best of the Beast (1996)
- Eddie's Head (1998)
- Ed Hunter (1999)
- Eddie's Archive (2002)
- 17 Numbers by The Beast (2002)
- Edward the Great (2002)
- The Essential Iron Maiden (2005)
- Somewhere Back In Time - The Best Of 1980-1989 (2008)
- From Fear To Eternity - The Best Of 1990-2010 (2011)

## Fodnoter
1. ↑  Anmeldelse af Hell Bent for Leather på All Music Guide
2. ↑  PICTURES: Ground-shaker as 9,000 rock to Iron Maiden | Press and Journal
3. ↑  Iron Maiden in Newcastle review: We check out the heavy rockers at the Metro Radio Arena - Mick Burgess - Chronicle Live
4. ↑  Iron Maiden takes break from world tour so Nicko McBrain can enjoy snooker | Music | Entertainment | Express.co.uk
5. ↑  Iron Maiden to join Rock Walk Of Fame
6. ↑  Heavy Metal Group Iron Maiden to Be Inducted into Hollywood's RockWalk
7. ↑  Maiden Walk
8. ↑  Jf. http://www.ironmaiden.com/index.php?categoryid=8&p2_articleid=1219 Arkiveret 19. august 2010 hos  Wayback Machine
9. ↑  Interview med Steve Harris ((engelsk), PDF-format)